# Dragan Páunovic
Dragan Páunovic (8 de noviembre de 1961-19 de mayo de 2016), fue un jugador de ajedrez serbio, que tenía el título de Gran Maestro desde 2007. En los últimos años vivía en La Coruña y en Chantada, Lugo, España.

## Trayectoria
En la lista de Elo de la Federación Internacional de Ajedrez (FIDE) de mayo de 2016, tenía un Elo de 2439 puntos, lo que le convertía en el jugador número 39 (en activo) de Serbia. Su máximo Elo fue de 2559 puntos, en la lista de septiembre de 2010 (posición 415 en el ranking mundial). En noviembre de 2011 fue campeón del Abierto Internacional de Valladolid de partidas rápidas con 7 puntos de 8, tras vencer a Boris Zlotnik en la última ronda. En agosto de 2013, en Pontevedra (España) ganó el Abierto Internacional 'Cidade de Pontevedra' con 7 puntos de 9. En mayo de 2015, en Coímbra (Portugal) ganó el Abierto internacional "Queima das Fitas" destacado con 6½ puntos de 7.
Falleció de un aneurisma el 19 de mayo de 2016, dos días después de haber participado en el Abierto Internacional de Llucmayor, donde obtuvo 6 puntos de 9 y quedó en el puesto 19.º de 177 participantes.